# Muong jezici
Muong jezici, jedna od pet jezičnih podskupina šire skupine Viet-Muong. Obuhvaća (3) jezika u Vijetnamu i Laosu. 
Predstavnici su: bo [bgl], 2.950 govornika (2000) u Laosu; muong [mtq], 1.140.000 (1999 popis) u vijetnamskim provincijama Hoa Bình, Thanh Hóa, Vinh Phú, Yen Bai, Son La i Ninh Binh; nguôn [nuo], 20.000 (Nguyen 1997) u 11 sela, Vijetnam.

## Vanjske poveznice
- Ethnologue (14th)
- Ethnologue (15th)